# Pelješac - od uvale Rasoka do rta Osičac
Pelješac - od uvale Rasoka do rta Osičac este o arie protejată (sit de importanță comunitară — SCI) din Croația întinsă pe o suprafață de 1.022,95 ha, integral marine.

## Localizare
Centrul sitului Pelješac - od uvale Rasoka do rta Osičac este situat la coordonatele 43°01′54″N 17°00′48″E / 43.031731°N 17.013244°E.

## Înființare
Situl Pelješac - od uvale Rasoka do rta Osičac a fost declarat sit de importanță comunitară în iulie 2013 pentru a proteja un număr necunoscut de specii din flora spontană și fauna sălbatică aflate în arealul zonei.

## Biodiversitate
Situată în ecoregiunea marină mediteraneană, aria protejată conține 3 habitate naturale: Golfuri mici largi și golfuri puțin adânci, Straturi cu Posidonia (Posidonion oceanicae), Bancuri de nisip acoperite în permanență slab de apă marină.
La baza desemnării sitului se află un număr nedeclarat de specii protejate.